# Tommy Cook (calciatore)
Thomas Cook, soprannominato Tommy (Cuckfield, 5 gennaio 1901 – Brighton, 15 gennaio 1950) è stato un calciatore, allenatore di calcio e crickettista inglese, di ruolo attaccante.

## Carriera
Disputò la sua unica partita in Nazionale di calcio nel 1925.